# Languedoc-Roussillon

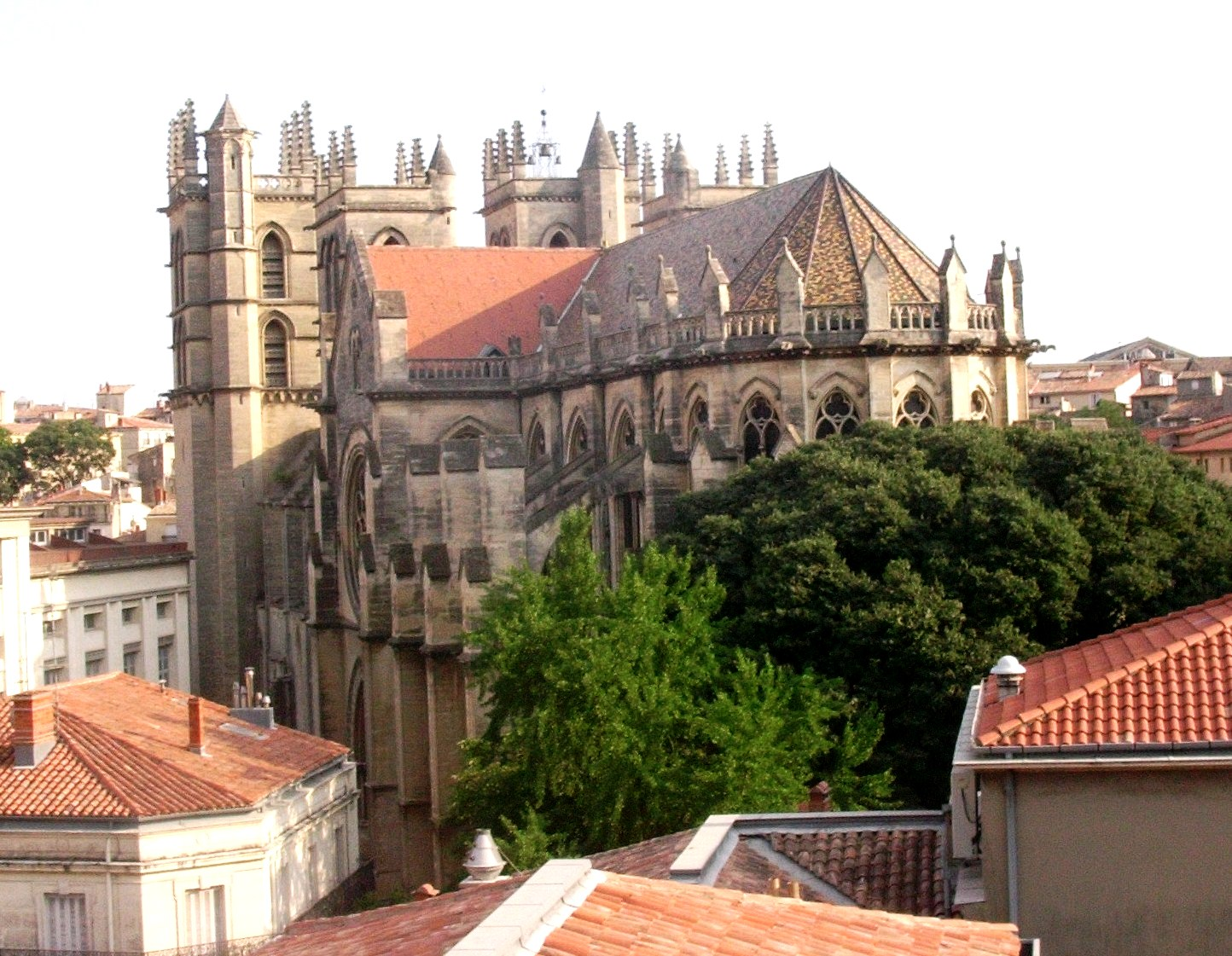
Kathedrale in der Hauptstadt Montpellier

Das Languedoc-Roussillon [lɑ̃ɡ(ə)dɔk ʁusijɔ̃] (okzitanisch Lengadòc-Rosselhon, katalanisch Llenguadoc-Rosselló) war eine Verwaltungsregion im Süden Frankreichs.
Die Region umfasste die an der Mittelmeerküste liegenden Départements Aude, Gard, Hérault und Pyrénées-Orientales sowie das geographisch gänzlich anders geartete und zum Zentralmassiv gehörende Département Lozère.
Die Region hatte eine Fläche von 27.376 km² und 2.928.581 Einwohner (Stand 1. Januar 2022). Hauptstadt der Region war Montpellier.
Mit dem 1. Januar 2016 ging die Region in der neuen größeren Region Okzitanien auf.
Als Bezeichnung für die historischen Provinzen werden die Namen Languedoc und Roussillon stets eigenständig verwendet.

## Geographie
Das Languedoc-Roussillon grenzte im Osten an die Regionen Provence-Alpes-Côte d’Azur und Rhône-Alpes, im Norden grenzte es an die Auvergne und westlich lag die Region Midi-Pyrénées. Im Südwesten grenzte es an die Staaten Spanien und Andorra, und im Süden an das Mittelmeer.
Das Languedoc-Roussillon ist für seine Höhlenwelt bekannt. 15 Höhlen sind für den Tourismus erschlossen. Man kann die Tropfsteinbildungen in erstaunlichen Formen und Farben und engen Galerien oder riesigen Sälen bewundern. In manchen Höhlen gibt es auch Steinformationen, die an Kunstwerke erinnern, wie z. B. die 100.000 Soldaten in der Höhle von Trabuc oder die Méduse, ein großer, durchsichtiger weißer Tropfstein der Grotte de Clamouse mit einem See und einem unterirdischen Flusslauf.
Die außergewöhnliche binnenländische Wasserstraße Canal du Midi aus dem 17. Jahrhundert, die die Garonne und damit den Atlantik mit dem Mittelmeer verbindet, wurde 1996 in die UNESCO-Liste der Stätten des Weltkulturerbes aufgenommen. Am Kanal finden sich beeindruckende Bauwerke, zum Beispiel die Schleusentreppe Fonserannes in der Nähe von Béziers, dem Geburtsort des Kanal-Erbauers Pierre-Paul Riquet.

## Wappen
Blasonierung: In Rot ein goldenes Tolosanerkreuz. Im vierten Feld vier goldene Pfähle.
Symbolik: Die vier Pfähle erinnern an die katalanische Senyera.

## Geschichte

### Frühgeschichte
Das nahegelegene Rhonedelta gehört zu jenen Regionen, in die das aus der Levante verbreitete Neolithikum wahrscheinlich bereits zwischen 7000 und 6500 v. Chr. Einzug hielt. Die bäuerliche Kultur verbreitete sich in der Folge sowohl ins Rhônetal als auch nach Westen. Sie hinterließ im Languedoc-Roussillon in Form von Dolmen (Le Morrel de las Fadas oder Lo Morrel dos Fados) und Menhiren, aber auch Alignements (Cromlech von Lacam de Peyrarines), eine Vielzahl megalithischer Zeugnisse. Einige sind auch semi-megalithisch, (durch kleinformatige Steine in Trockenmauer-Bauweise ergänzt Dolmen de Gallardet), bzw. mit ihnen überhügelt (Dolmen von Ronc Traoucat, Fringayrolles). Der Dolmen de Coste-Rouge im Hérault hat große Ähnlichkeit mit der sardischen Anlage von Sa Coveccada.
Etwa 20 Kilometer von Montpellier liegt, nahe beim kleinen Dorf Viols-en-Laval, ein berühmter vorzeitlicher Ort: Cambous ist das älteste restaurierte Dorf Frankreichs. Es datiert aus der zwischen 4300 und 2200 v. Chr. anzusetzenden Kupfersteinzeit. Während dieser Jahrhunderte existierte die so genannte Fontbouisse-Kultur, zu der die Einwohner von Cambous gehörten. Man zählt mehr als 200 kleine Dörfer dieses Typs, aber kaum 20 % davon sind archäologisch untersucht. Cambous wurde im Jahre 1967 von Henri Canet ausgegraben. Archäologen der Languedocienne-Vorgeschichtsgesellschaft verwalten den Standort ehrenamtlich.
In Tautavel liegt das europäische Zentrum für Vorgeschichte (mit Museum) und in Mèze befindet sich ein Dinosaurierpark.

### Mittelalter
Wie weite Teile des heutigen Südfrankreichs wurde das Languedoc erst im Hochmittelalter (13. Jahrhundert) der französischen Krone unterworfen. Der Adel von Okzitanien war traditionell eher mit dem König von Frankreich verfeindet. Vorwand hierzu bot die dort um diese Zeit verbreitete religiös-kirchenkritische Strömung der Katharer, die sowohl vom König als auch vom Papst mit großer Härte verfolgt wurden, wobei auch die blühende okzitanische Kultur zerstört wurde. Im Jahre 1209 begannen die Albigenserkreuzzüge unter Simon IV. de Montfort: Hierbei wurden u. a. am 22. Juli 1209 sämtliche Einwohner der Stadt Béziers umgebracht (etwa 20.000); es folgten das Massaker in Minerve am 22. Juli 1210 und weitere Gräueltaten in Bram, Lastours, Lavaur und andernorts. Der zweite Kreuzzug fand 1226 unter der direkten Leitung des französischen Königs statt, der jedoch schon bei der Anreise ins Kriegsgebiet den Tod fand. Ein dritter und letzter Kreuzzug beendete 1244 dann die letzten Reste der katharischen Kultur bei der Belagerung der Burg Montségur; die Burg Quéribus hielt noch elf Jahre länger stand. Stützpunkt der (Nord-)Franzosen wurde die befestigte Stadt Carcassonne.

### Neuzeit
Die heutigen Départements Aude, Gard, Hérault und Lozère waren bis zum Beginn der Französischen Revolution (1789) Teil der historischen Provinz Languedoc; das heutige Département Pyrénées-Orientales bildete die historische Provinz Roussillon.
Bei der Etablierung Regionen als Operationsgebiete der Regionalplanung 1956 bestand das Gebiet noch aus dem Languedoc ohne das Roussillon (Département Pyrénées-Orientales), das 1960 hinzutrat. Seit 1964 stand die Region unter Leitung eines Regionalpräfekten. Im Jahr 1972 erhielten die Regionen den Status von Établissements publics. Durch die Dezentralisierungsgesetze von 1982 erhielten die Regionen den Status von Collectivités territoriales (Gebietskörperschaften), wie sie bis dahin nur die Gemeinden und die Départements besessen hatten. Im Jahre 1986 wurden die Regionalräte erstmals direkt gewählt. Seitdem wurden die Befugnisse der Region gegenüber der Zentralregierung in Paris schrittweise erweitert.
Am 1. Januar 2016 fusionierte die Region Languedoc-Roussillon mit der benachbarten Region Midi-Pyrénées zur Region Okzitanien.

## Bevölkerung

### Städte
Die bevölkerungsreichsten Städte des Languedoc-Roussillon waren:
| Stadt       | Einwohner (Jahr) | Département         |
| ----------- | ---------------- | ------------------- |
| Montpellier | 307.101 (2022)   | Hérault             |
| Nîmes       | 150.444 (2022)   | Gard                |
| Perpignan   | 120.996 (2022)   | Pyrénées-Orientales |
| Béziers     | 80.815 (2022)    | Hérault             |
| Narbonne    | 56.692 (2022)    | Aude                |
| Carcassonne | 46.429 (2022)    | Aude                |
| Sète        | 45.090 (2022)    | Hérault             |
| Alès        | 45.025 (2022)    | Gard                |
| Lunel       | 26.380 (2022)    | Hérault             |
| Agde        | 29.612 (2022)    | Hérault             |

### Sprache
Das Languedoc gehört traditionell zum Sprachgebiet des Okzitanischen, das Roussillon zu dem des Katalanischen. Amtssprache war jedoch wie in ganz Frankreich nur das Französische, das heute auch die Muttersprache der Mehrheit der Bevölkerung ist. Okzitanisch und Katalanisch haben immerhin einen bescheidenen Status als Wahlfächer an Schulen und Hochschulen.

## Politische Gliederung
Die Region Languedoc-Roussillon untergliederte sich in fünf Départements:
| 377.773 | (2022) |

| 764.010 | (2022) |

| 1.217.331 | (2022) |

| 76.503 | (2022) |

| 492.964 | (2022) |

## Wirtschaft
Im Vergleich mit dem BIP der EU ausgedrückt in Kaufkraftstandards erreichte die Region 2006 einen Index von 86,1 (EU-27 = 100). Eine der Geldeinnahmen ist der Weinanbau.

## Tourismus

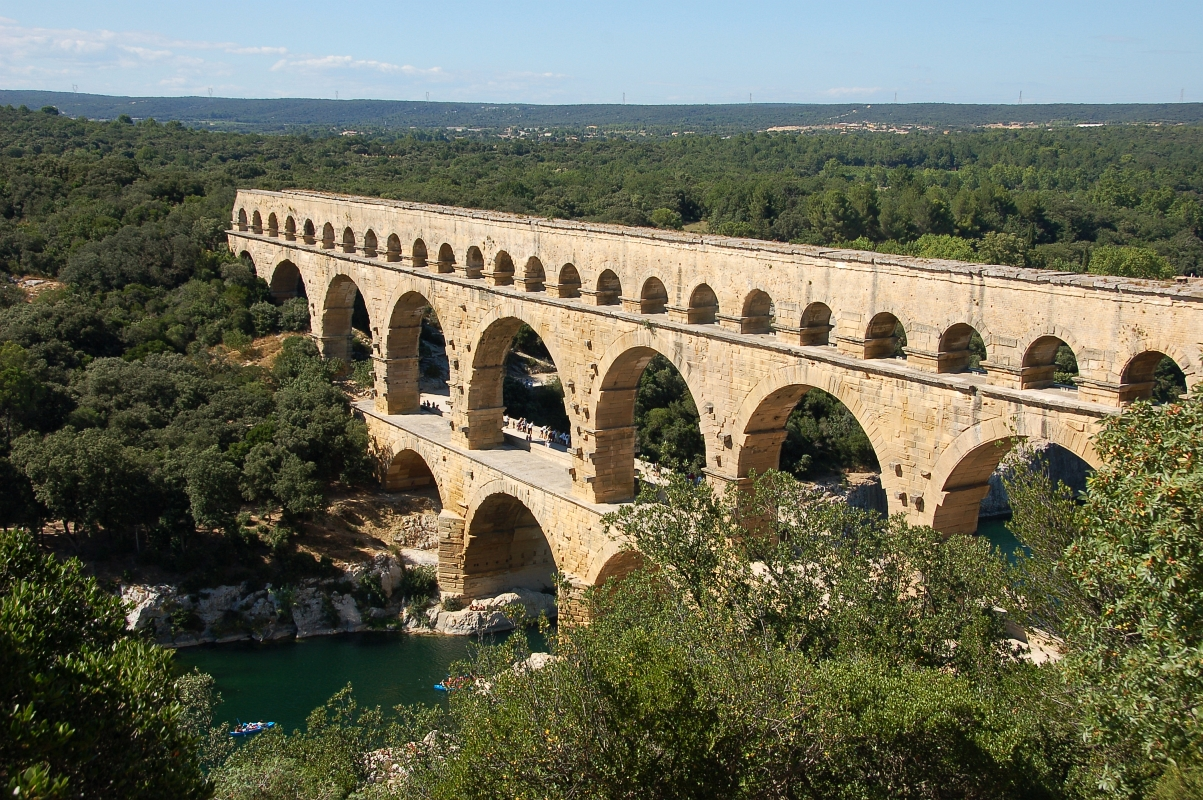
Pont du Gard

Schleuse des Canal du Midi

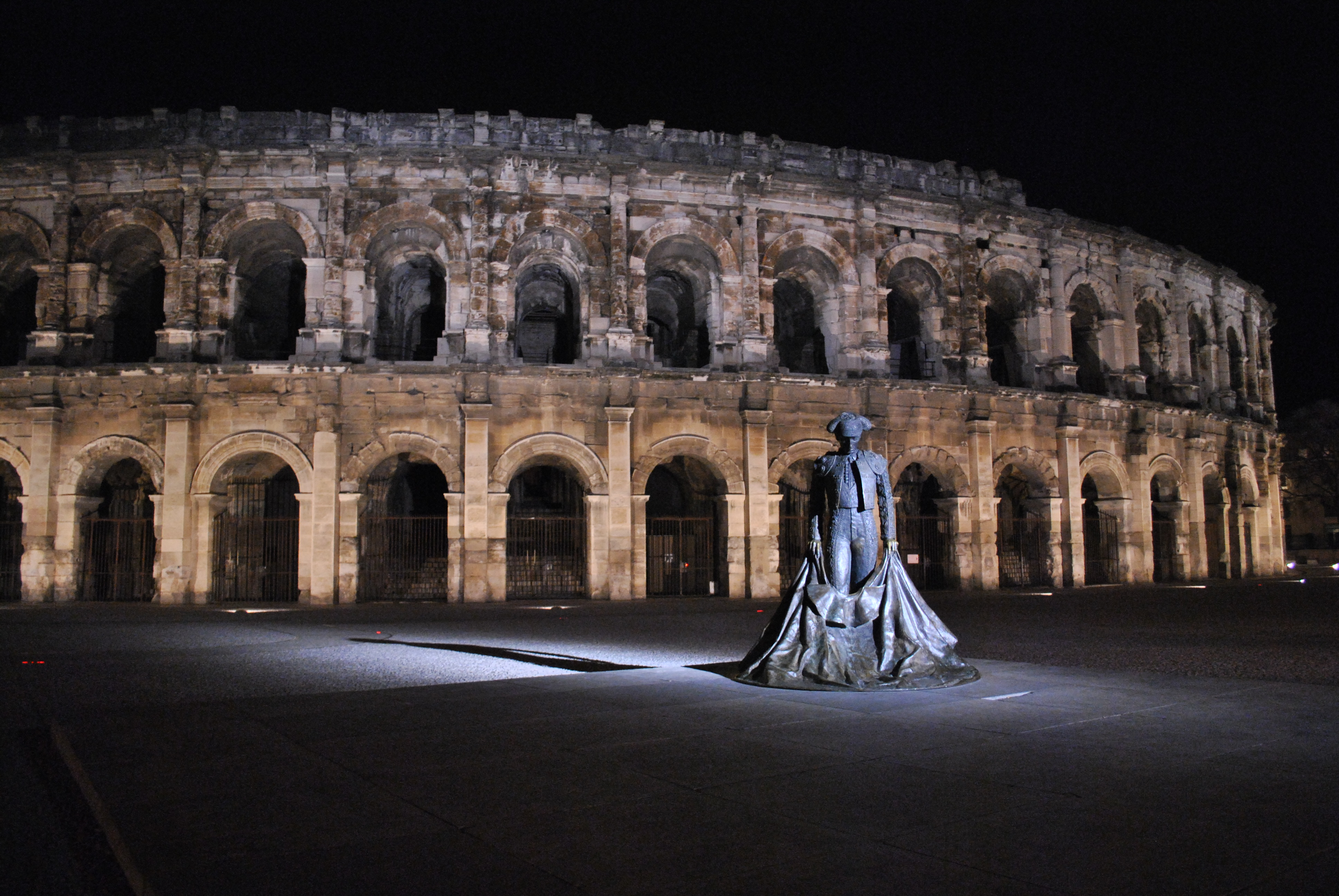
Amphitheater von Nîmes

Carcassonne

Der Tourismus hat für die Region große Bedeutung. Im Languedoc-Roussillon liegen einige sehr bekannte Sehenswürdigkeiten:
- die römische Aquäduktbrücke Pont du Gard,
- der Canal du Midi, der mit Hausbooten befahren werden kann,
- die Stadt Nîmes (mit bis heute genutztem Amphitheater),
- Carcassonne – Europas größte noch erhaltene Festungsanlage aus dem Mittelalter, eine der prächtigsten kulturellen Sehenswürdigkeiten Frankreichs, seit 1997 zum Weltkulturerbe der UNESCO gehörend
- Montpellier
- Sète – die italienisch geprägte Fischerstadt liegt idyllisch um einen Hügel zwischen Mittelmeer und dem Lagunensee Étang de Thau. Ein System von Kanälen durchzieht die Stadt und verbindet Meer und See.
- die Petite Camargue im Rhône-Delta, bekannt unter anderem für ihre Flamingoschwärme und für die weißen Camargue-Pferde.

Zwei Touristenzüge fahren durch die Region:
- der „Train Jaune“ (gelber Zug) befährt (seit 1920) die Ligne de Cerdagne und ist die höchste Eisenbahnlinie Frankreichs
- der ‚Train du Pays Cathare et du Fenouillèdes‘ (TPCF) (online auf: tpcf.fr)